# 1905年中国
| 中国历史 / 中国历史年表                                                                                                   |
| 世紀： 19世纪中国 / 20世纪中国 / 21世纪中国                                                                               |
| 年代： 1870年代中国 / 1880年代中国 / 1890年代中国 / 1900年代中国 / 1910年代中国 / 1920年代中国 / 1930年代中国             |
| 年份： 1901年中国 / 1902年中国 / 1903年中国 / 1904年中国 / 1905年中国 / 1906年中国 / 1907年中国 / 1908年中国 / 1909年中国 |
| 纪年： 乙巳年（蛇年） |

## 大事記
- 冬，同盟會會員吳春陽返國，建立江淮地區外圍組織武毅會[1]:14。
- 劉光漢自蕪湖安徽公學因事至上海，由蔡元培、黃興介紹加入同盟會，蔡、黃並以安徽革命事相囑[1]:14。
- 同盟會會員李自重在原籍廣東新寧與李是男等組織台山聯志社，參加拒約運動，密謀革命[1]:14。

### 2月
- 孫中山抵達巴黎[2]:131。

### 7月
- 孫中山自法國抵達日本[3]:367，7月19日抵橫濱，當即由宮崎寅藏和楊度等人介紹認識了黃興，並開始籌劃聯合各革命組織[4]:125。孫中山同黃興、宋教仁等會晤，建議聯合戰鬥，黃興贊同[3]:367。

### 8月
- 8月20日——中國同盟會在日本東京正式成立；在孫中山倡導下，以興中會和華興會為基礎，聯絡光復會在日本東京開正式成立會，到百餘人，通過會章，以「驅除韃虜，恢復中華，創立民國，平均地權」為宗旨，選舉孫中山為同盟會總理，黃興為執行部庶務；同盟會設本部於東京，國內外設支部，各省設分會[1]:1。
- 8月27日——中國同盟會本部幹部會議議決《二十世紀之支那》雜誌交接辦法，推宋教仁為移交者，黃興代表中國同盟會接收[1]:2。
- 8月28日——日本政府以「妨害安寧秩序」為由，下令禁止宋教仁等創辦之《二十世紀之支那》雜誌第二期發行[1]:2。

### 9月
- 秋瑾在東京加入中國同盟會，旋被推為同盟會浙江主盟人[1]:6。
- 四川留日學生刊物《鵑聲》創刊，中國同盟會會員鄧絜等主辦，主要撰稿人尚有雷鐵崖、張光厚等[1]:6。
- 日本在遼陽設置「關東總督府」，以陸軍大將大島義昌為總督，將南滿置於日軍政管理之下[1]:6。
- 9月1日——胡漢民、廖仲愷在東京由孫中山主盟加入中國同盟會；清廷諭各省多派學生游學歐美，並令各出使大臣認真監督考察[1]:3。
- 9月2日——直隸總督袁世凱、湖廣總督張之洞奏請立停科舉，推廣學堂；清廷詔准廢科舉，自丙午（1906年）為始，所有鄉會試及各省歲科考試一律停止[1]:3。
- 9月3日——宋教仁在東京向黃興辦理《二十世紀之支那》雜誌移交手續，孫中山出席監收，並傾談中國同盟會會務[1]:3。
- 9月4日——留日學生會館幹事會開會，商議對付日政府取締留學生及《二十世紀之支那》被禁事宜[1]:3。
- 9月5日——山東鄆城縣民農民暴動；浙江湖州（今湖州市吳興區）巢湖幫鹽梟擊敗官軍；《日俄和約》在美國樸茨茅斯簽訂，規定俄軍撤出東三省，將在南滿之權利轉讓於日本；駐京日公使內田康哉往謁總理外務部慶親王奕劻，陳述日俄和約成立情形，宣布日本政府將與清政府協商東三省問題[1]:3-4。
- 9月8日——孫中山派馮自由、李自重2人到香港、廣州、澳門一帶組織同盟分會，並為當地主盟人[1]:4。
- 9月9日——江蘇上海縣士紳集議，選舉董事創辦地方自治，為全國首次舉辦地方自治，為全國首次舉辦地方自治之創例；張之洞在漢口與香港英政府簽訂《香港政府粵漢鐵路借款合同》，總額110萬英鎊，用於贖回粵漢鐵路[1]:4。
- 9月11日——駐京日、俄公使照會清外務部：日俄和約簽押，兩國准將東三省境內兵隊定期撤退，地方權利交還中國[1]:4。
- 9月13日——上海復旦公學開學，校長馬相伯[1]:4。
- 9月15日——清廷諭開放東三省，着內閣指定地界，多開場埠，推廣通商，並飭地方官舉辦各種實業，以興商務；清廷諭各省清理礦產，切實探勘，並按兩江集股試辦、禁止私售之辦法，迅即籌辦；日、俄兩軍簽訂停戰條約，自9月16日起停止在東三省全部之戰鬥[1]:4。
- 9月16日——練兵處、兵部奏准頒行《陸軍軍官軍佐任職等級暨補官體制摘要章程》[1]:4。
- 9月17日——清廷為變法振興，於7月16日特簡載澤、戴鴻慈、端方、徐世昌及紹英為欽差出使各國考察政治大臣，分赴東西洋考求一切政治，是日載澤等五大臣請訓陛辭；清廷諭開辦熱河圍場屯墾，派袁世凱督辦[1]:5。
- 9月18日——清廷命出使各國大臣會同考察政治載澤等5大臣博采各國政情，悉心考證，以資詳密[1]:5。
- 9月21日——署兩江總督周馥奏准開設江寧銀行[1]:5。
- 9月23日——光復會會員徐錫麟創辦之紹興大通師範學堂開學，另一會員陶成章制訂章程，該校旋成為光復會活動據點[1]:5。
- 9月24日——清廷出使各國考察政治載澤等五大臣自北京正陽門火車站乘車出洋，革命黨人吳樾攜預制炸彈登車行刺，炸彈遇撞引爆，傷紹英、載澤，吳樾當場死難，五大臣出洋改期[1]:5。
- 9月25日——清廷諭內閣責成步軍統領衙門等嚴拿謀炸五大臣之革命黨人[1]:5。
- 9月26日——北京戶部銀行開市，資本50萬兩，是為清政府試辦國家銀行之始[1]:6。
- 9月29日——江蘇留日學生刊物《醒獅》創刊，中國同盟會會員高旭等主辦，主要撰稿人尚有柳亞子、朱髯俠、高吹萬等；出使俄國大臣胡惟德電外務部，嚴防俄國侵略伊犁[1]:6。
- 9月30日——孫中山復函新加坡陳楚楠，告以近日在留日學界組成秘密團體及將赴安南西貢籌款事[1]:6。

### 10月
- 株（洲）萍（鄉）鐵路建成，全長39.7公里[1]:9。
- 10月2日——京（豐台）張（家口）鐵路動工，全長130餘公里，詹天佑為總工程師，是為中國自籌工款自修鐵路之始[1]:6-7。
- 10月6日——中國留學生在東京召開戊戌庚子死事諸人紀念會，到會者逾千人；中國同盟會會員胡漢民在演說康梁保皇及立憲之謬誤時，指斥自立軍起義，與黃興等兩湖革命黨人當場發生爭論[1]:7。
- 10月7日——孫中山自橫濱乘法郵船赴西貢籌款，中國同盟會東京本部會務由黃興代理[1]:7。
- 10月8日——清廷設巡警部，以署兵部左侍郎徐世昌補授該部尚書[1]:7。
- 10月中旬——孫中山乘船往安南，船過香港，為馮自由、陳少白等加入中國同盟會主盟[1]:7。
- 10月11日——孫中山船泊吳淞口，會見來訪之法國情報官布加卑上尉，商定派員陪同法國軍官視察南方各省革命力量，以爭取法方援助事[1]:7。
- 10月12日——出使俄國大臣胡惟德奏陳俄國改行立憲，我國亟應仿行，以保自立，而免受俄國或他國侵犯[1]:7。
- 10月15日——據修律大臣伍廷芳等奏請，諭准派刑部候補郎中董康等，前赴日本調查法制刑政[1]:7。
- 10月16日——馮自由在香港與陳少白成立中國同盟會香港分會，陳少白任會長[1]:7。
- 10月24日——安慶高等學堂學生與警察發生衝突，舉行罷課[1]:8。
- 10月27日——蔡元培在上海由黃興主盟加入中國同盟會，並被孫中山委任為中國同盟會上海分會會長[1]:8。
- 10月31日——戶部銀行上海分行開幕，資本400萬兩，官商合辦，總辦為張允吉；英提督卧克納率兵到日喀則札什倫布寺，迫班禪額爾德尼赴印度[1]:8。
- 10月下旬——孫中山抵西貢，聯絡堤岸僑商李曉初、李卓峰、劉易初、黃景南等，組成中國同盟會分會[1]:8。

### 11月
- 11月2日——日本文部省公布取締中國留學生規則《關於許清國人入學之公私立學校之規程》15條[1]:9。
- 11月3日——清法律館派員赴日本調查法律[1]:9。
- 11月4日——湖廣總督張之洞開辦川漢、漢粵鐵路局[1]:9。
- 11月7日——日本公使內田康哉照會外務部，滿洲日兵可於六閱月內撤退，惟俄兵亦須如期照辦，方能允許[1]:9。
- 11月14日——因謀炸出國考察政治五大臣案被捕之革命黨人張榕被處永久監禁[1]:9。
- 11月17日——《日韓保護協約》在漢城簽訂，日在韓設置統監府，12月3日清廷令撤回駐韓使臣改置總領事[1]:10。
- 11月25日——清廷命各省嚴禁革命排滿說，嚴拿革命黨人[1]:10。
- 11月26日——同盟會機關報《民報》在東京創刊，孫中山撰寫發刊詞，闡述同盟會綱領民族、民權、民生三大主義；中國留學生就讀之日本東京各校是日一律貼出告示，限令中國學生本月29日前呈報原籍、住址、年齡、學歷等項，「若逾期不報，則對該生不利」[1]:10-11。

### 12月
- 黃興自日本經香港抵桂林，在隨營學堂發展革命組織，次年春成立興漢會，郭人漳、蔡鍔、林虎、趙聲等80餘人加入[1]:14。
- 日商大倉組與奉天官方訂立合同，成立中日合辦本溪湖煤鐵公司，資本400萬元[1]:14。
- 12月1日——中國留日學生總會幹事長楊度及全體留日學生向出使日本大臣楊樞具陳《學生公稟》，反對日本取締留學生規則[1]:11。
- 12月3日——東京宏文學院等八校中國留學生代表在留學生會館籌商對策，決定次日赴日公使館請願；嗣後，留學生反對取締規則即以各校代表作為領導集體，漸擴充至10餘校，形成留日各校學生代表聯合會，以胡瑛、韓汝庚、宋教仁、田桐、秋瑾、吳玉章等為負責人[1]:11-12。
- 12月4日——中國留日學生抗議日本「取締規則」，開始陸續舉行罷課；留日女學生宣布罷課，推秋瑾為總代表；晚，留日各校學生代表推舉胡瑛、韓汝庚等為總代表，集體赴公使館請願，次日再往[1]:12。
- 12月5日——留日學生300餘人在東京富士見樓集會，商討反對「取締規則」對策；秋瑾在會上痛哭演說，提議聯合罷課；會上，通過聲明《東京留學生對文部省取締規則之駁議》[1]:12。中英議定藏約，中國新增4款，力保主權[1]:12。
- 12月6日——東京各校中國留學生聯合罷課，並制定《自治規則》，各校自推糾察員，組成糾察部[1]:12。清廷頒諭設立學部，以榮慶為尚書；並令國子監歸並學部[1]:12。
- 12月7日——京都中國留學生全體罷課；東京反對罷課學生發起維持留學界同志會，次日會議於清風亭[1]:12。
- 12月8日——同盟會員陳天華因反對日本「取締規則」，在東京憤而赴大森投海自殺[1]:13。
- 12月10日——數千中國留日學生在東京留學生會館集會，胡瑛主席，決議一致歸國[1]:13。
- 12月11日——孫中山與西貢華僑商議後成立廣東募債總局，以「中華民務興利公司」名義發行千元票面債券2,000張，擬向南洋富商募集革命活動經費[1]:13。
- 12月13日——東京留日學生220人為抗議日本「取締規則」，首批集體退學回國；至12月20日歸國留日學生逾2,000人，後絡繹回國者仍不絕[1]:13。
- 12月19日——日本反對黨進步黨決議，試於國會提出取消「取締規則」；長岡護美子爵等時亦出面斡旋；適日本內閣及文部相更迭，當局暗示暫緩執行「取締規則」[1]:13。
- 12月22日——《中日會議東三省事宜條約》在北京簽字，俄國按照《日俄和約》讓與日本之東三省一切特權，清政府概行允諾[1]:13-14。
- 12月24日——維持留學界同志會設立會所，公布會章，提議勸告學生一體上課；該會代表理事多為立憲派，同盟會員汪精衛、胡漢民、朱執信、蔣尊簋等亦與之合作；隨後聯合會歸國後與維持會復課派展開激烈辯論[1]:14。
- 12月25日——張之洞以留日學生風潮為革命黨孫文煽動回上海實行革命，電請四川、河南、山東、貴州各省督撫迅速派員各就本省留日學生開導解散會商辦法，以弭後患[1]:14。
- 12月28日——維持留學界同志會以日本暫緩執行「取締規則」，是日致函日本各校代表人、早稻田大學學長青柳篤恆，聲明復學[1]:14。
- 12月31日——各校學生代表會議，商決復課日期[1]:14。